# Tinodes apuanorum
Tinodes apuanorum är en nattsländeart som beskrevs av Moretti 1981. Tinodes apuanorum ingår i släktet Tinodes och familjen tunnelnattsländor. Inga underarter finns listade i Catalogue of Life.